# Alice Tan Ridley
Alice Tan Ridley (Georgia, 1952. december 21. – New York, 2025. március 25.) amerikai gospel és R&B énekesnő; Gabourey Sidibe színésznő édesanyja.

## Pályafutása
Bejutott az NBC America’s Got Talent ötödik szezonja elődöntőjébe. Ott Etta James At Last című dalát énekelte elsöprő sikerrel.
Korábban már 25 000 dollárt nyert a 30 Seconds to Fame című Fox Network tévésorozat egyik epizódjában.
Ridley 63 éves korában jelentette meg a Never Lost My Way című első albumát (2016).
Hatottak rá: Aretha Franklin, Whitney Houston, Tina Turner, Etta James, Gladys Knight, Al Green, Céline Dion, The Staple Singers.

## Lemezei
- Never Lost My Way (2016)